# 1259
سنة 1259 كانت سنة بسيطة تبدأ يوم الأربعاء (الرابط يظهر نموذج التقويم الكامل للسنة) من التقويم اليولياني.

## أحداث

### نوفمبر
- 11 نوفمبر - سيف الدين قطز يخلع على بن ايبك (خليفة مصر المنصور) ويتسلطن مكانه.

## مواليد
- نجم الدين الطوفي.
- ابن رشيد السبتي

### مارس
- 25 مارس - أندرونيكوس الثاني باليولوج.

## وفيات
- بدر الدين لؤلؤ.
- عمر بن أبي يحيى بن عبد الحق.

### مايو
- 29 مايو - كريستوفر الأول ملك الدنمارك.

### أغسطس
- 18 أغسطس - مونكو خان.